# Calcipotriol
Le calcipotriol est un dérivé synthétique du calcitriol (1,25-dihydroxycholécalciférol), l'une des formes de la vitamine D3. Il est utilisé comme traitement contre le psoriasis, selon un mécanisme faisant intervenir les récepteurs de la vitamine D et notamment les lymphocytes T.
En pommade, il permet la diminution de la taille, voire la disparation des plaques de psoriasis et prévient les récidives. Il serait également actif sur les lésions de kératose actinique.